# Іжевсько-Воткінське повстання

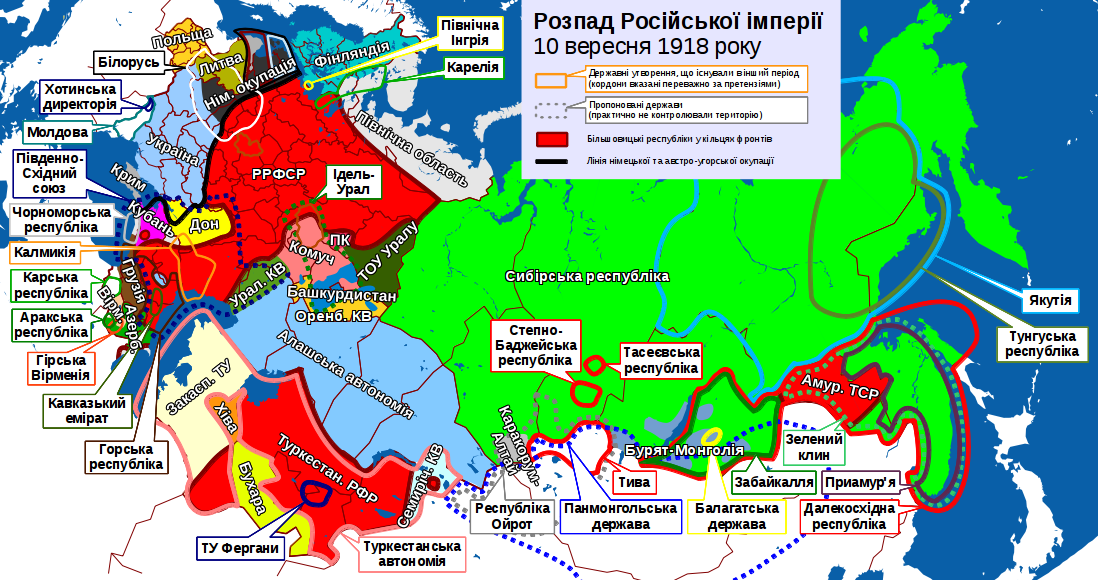
Територія, контрольована Прикамським Комучем (ПК) — органом влади повстанців — на карті розпаду Російської імперії

Іже́всько-Во́ткінське повстання́ 1918 року — збройні виступи фронтовиків, робітників, офіцерів, гімназистів, учнів училища збройних техніків під керівництвом місцевої організації «Союз фронтовиків» проти більшовиків та есерів-максималістів у районі Прикам'я в серпні — листопаді 1918.
Іжевськ та Воткінськ, у яких знаходилися великі державні оборонні заводи, були центрами повстання. На піку повстання охопило територію з населенням понад 1 мільйон осіб, а чисельність повстанської армії досягла 25 тисяч осіб. Відмінною рисою повстання була активна участь у ньому робітників Іжевська та Воткінська, при нейтралітеті більшості інших робітників. Повстання почалося під гаслом «За Ради без більшовиків».